# Pozondón
Pozondón ist ein Ort und eine Gemeinde (municipio) mit 54 Einwohnern (Stand: 2024) im Südwesten  der Provinz Teruel in der Autonomen Region Aragonien im östlichen Zentralspanien.

## Lage und Klima
Pozondón liegt im Süden des Iberischen Gebirges etwa 43 km (Fahrtstrecke) nordwestlich der Stadt Teruel in einer Höhe von ca. 1405 m. Das Klima ist gemäßigt bis warm; Regen (ca. 550 mm/Jahr) fällt übers Jahr verteilt.

## Bevölkerungsentwicklung
| Jahr      | 1970 | 1981 | 1991 | 2001 | 2011 | 2021 |
| Einwohner | 219  | 132  | 101  | 80   | 71   | 47   |

Die Mechanisierung der Landwirtschaft sowie die Aufgabe bäuerlicher Kleinbetriebe und der daraus resultierende Verlust an Arbeitsplätzen haben in der zweiten Hälfte des 20. Jahrhunderts zu einem deutlichen Bevölkerungsrückgang (Landflucht) geführt.

## Sehenswürdigkeiten

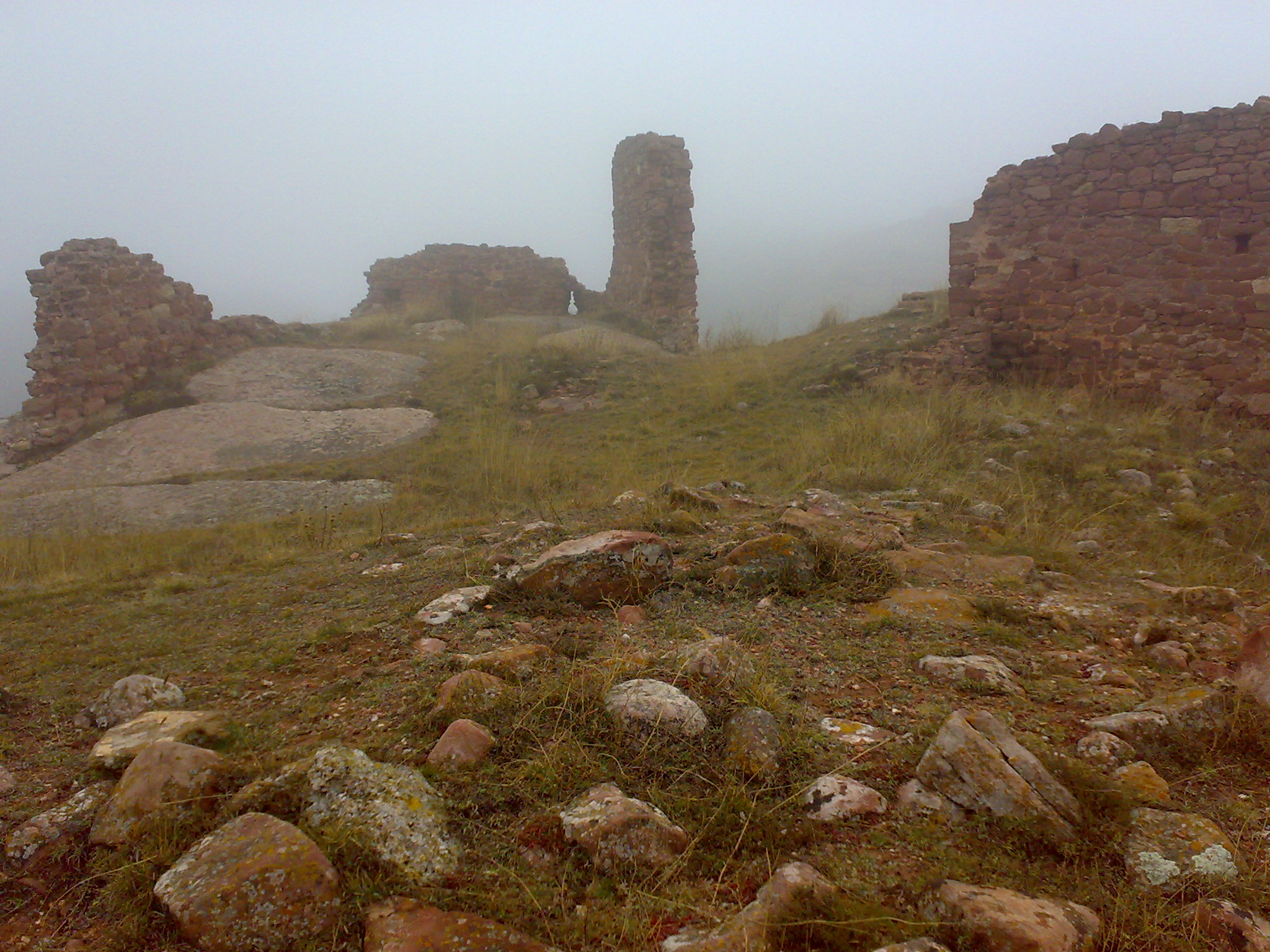
Burgruine von Los Ares
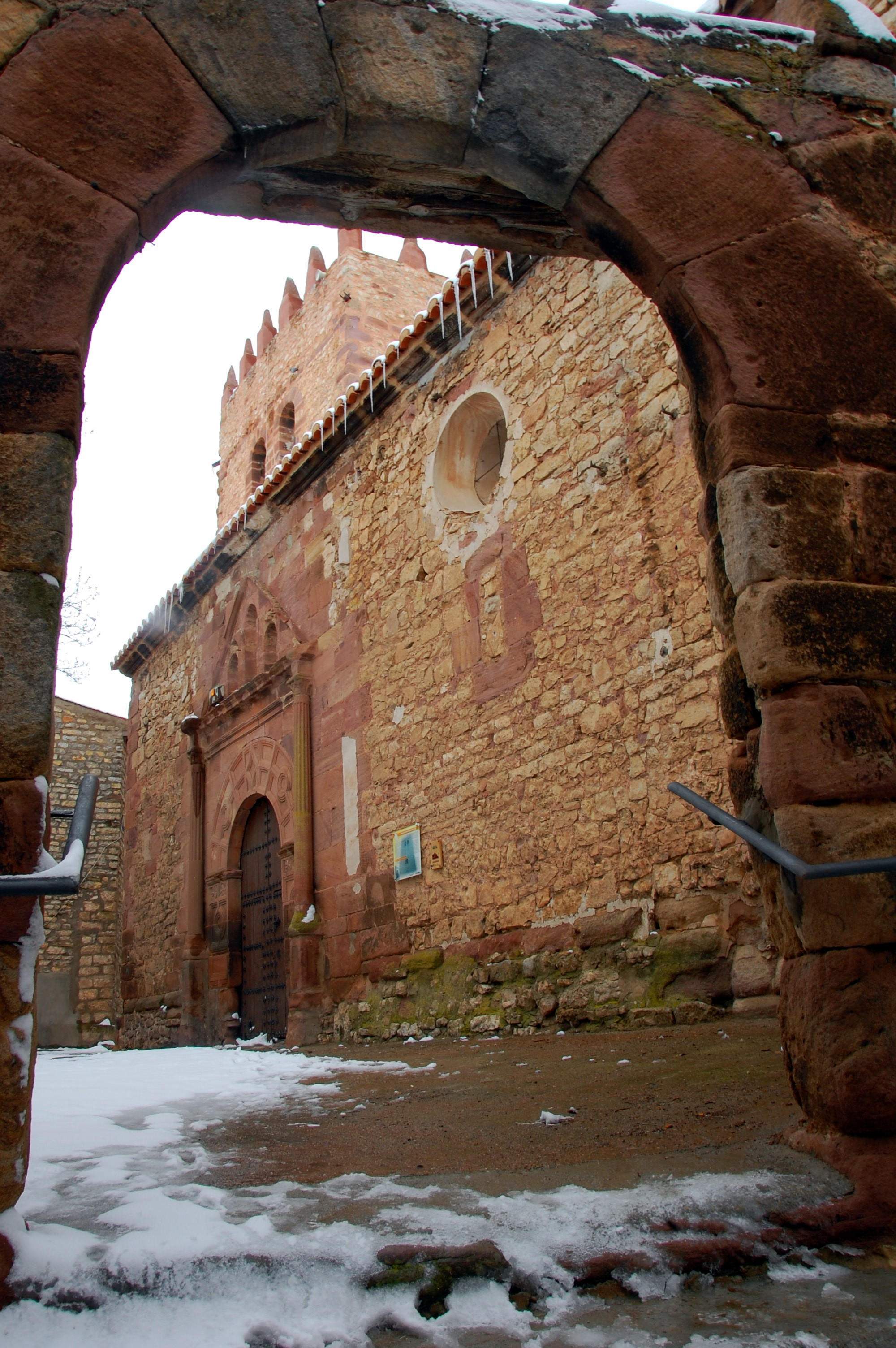
Katharinenkirche
- Marienkapelle
- Rochuskapelle

- Burgruine von Los Ares
- Katharinenkirche